# 독일의 선거
다음 정보는 독일 연방하원 (때로는 연방 의회의 하원이라고 생각되는) 선거, 다양한 주들의 주의회(독일어: Landtag)와 지역 선거들을 포함한 독일의 선거를 다룬다.

## 연방대통령 선거
독일은 미국과 달리 내각제를 취하고 있으며, 여기에서 대통령의 정치적 역할은 주로 상징적인 위치에 머물러 있다. 이는 본 기본법(Bonn Grundgesetz) 제정 당시 독일이 과거의 실패를 되풀이하는 것을 피하고자 하였기 때문이다. 즉, 바이마르 공화국의 실패와, 히틀러의 권력 장악 때문이었다. 연방 대통령은 국민의 직접선거가 아닌 연방회의(Bundesversammlung)에서 선출된다. 이 회의는 연방대통령선거를 위해서 구성되며, 오직 연방대통령의 선출 때만 존재하는 일시적인 헌법기관이다. 연방회의는 국민의 직접투표로 선출된 지역대표 및 정당별 비례대표로 구성된 하원의원과, 그와 같은 수의 16개의 각 주에서 인구비례로 임명된 선거인단이 함께 참여한다. 선거인단은 주의회에서 선출된 주의회 의원, 정치인, 저명인사 등으로 이루어진다. 연방회의의 정원은 결과적으로 하원의원수의 두배가 된다. 대통령 선거를 위해 소집된 이들은 토론 없이 투표하여 과반득표자가 대통령이 된다. 만약 과반득표자가 나오지 않으면 재투표를 하게 되며 여기서도 과반득표자가 없으면 3차 투표에서 최다득표자가 대통령에 당선된다. 대통령은 본 기본법(Bonn Grundgesetz) 54조 1항에 따라 독일 국적을 가진 만 40세 이상의 하원의원 선거권자가 후보가 되며, 임기는 5년이고 1회에 한해 연임이 가능하다.

## 연방의원 선거
독일 연방의회는 하원과 상원으로 구성된 양원제이다.
독일 연방하원(Bundestag)은 독일국민의 직접선거에 의해 구성되는 의회로서 통상적으로 연방하원을 독일 연방의회로 지칭한다. 독일 연방하원 선거는 하나의 선거구에서 지역구 후보자에게 투표하는 인물투표와 정당별 의석 배분을 결정하는 정당투표로 구별되는 1인2표제를 실시하는데, 이를 '인물화된 비례대표제(personalisierte Verhaeltniswahl)'라고 한다. 독일의 선거제도는 정당투표로 정당별 의석 총원을 결정하고, 여기에서 다수대표제(소선거구제)로 선출된 지역구 당선자를 뺀 나머지를 비례대표로 채우는 비례대표와 소선거구 권역별 연동형 비례대표제를 채택하고 있다.
독일 연방상원(Bundesrat)은 직접선거로 선출하지 않고 16개의 주정부의 대표(주정부의 각료나 공무원)로 구성하며, 2015년 현재 연방 상원의원 수는 69명이다.

## 지방자치단체 선거
독일의 기본법상 국가구조와 행정구조는 연방주의를 기초로 조직화되어 있으며, 1990년 동서독이 재통일되어 수도 베를린을 포함한 16개주로 구성되어 있다. 포괄적인 헌법보장에 근거한 독일의 지방자치형태는 주마다 상이한 모델을 구축함으로써 다양성을 보이고 있다. 독일의 지방자치 방식은 통상
①이사회제도, ②시장제도, ③남독일 의회제도, ④북독일 의회제도, ⑤도시국가형태로 나뉜다.
1. 이사회제도 : 독일의 전통적인 유형으로서 지방의회와 지방행정의 2중적 구조에 입각한 합의제적 집단지도체제
2. 시장제도 : 시장과 지방의회가 지방자치단체의 양대기관으로 정립되어 있는 2중적 단원제
3. 남독일 의회제도 : 자치단체장과 지방의회 의원을 모두 주민이 직접선출하는 제도로서 주민직선인 만큼 시장은 행정적 권한뿐만 아니라 정치적 역할도 강력한 단일체제
4. 북독일 의회제도 : 지방의회와 단체장 이외에 의회가 임명하는 전문행정인으로서 게마인덴 관리인이 지방자치단체의 행정업무를 총괄하는 체제
5. 도시국가형태 : 3개 도시국가(베를린, 함부르크, 브레멘)는 하나의 도시이면서 그 자체가 주(州)인 동시에 기초자치단체로서 게마인덴 기능을 수행하는 특수한 형태

## 같이 보기
- 선거 제도

## 참고 문헌
- 박응격 외. 2001. 『독일연방정부론』 서울:백산자료원[쪽 번호 필요]
- 장명학. 2008. “독일연방의회 구성의 정치적 특성”,『현대사회와 정치평론』(제 3권)[쪽 번호 필요]